# Valdefuentes de Sangusín
Valdefuentes de Sangusín é um município da Espanha na província de Salamanca, comunidade autónoma de Castela e Leão, de área 34,86 km² com população de 301 habitantes (2004) e densidade populacional de 8,63 hab/km².

## Demografia
| Variação demográfica do município entre 1991 e 2004 | Variação demográfica do município entre 1991 e 2004 | Variação demográfica do município entre 1991 e 2004 | Variação demográfica do município entre 1991 e 2004 |
| --------------------------------------------------- | --------------------------------------------------- | --------------------------------------------------- | --------------------------------------------------- |
| 1991                                                | 1996                                                | 2001                                                | 2004                                                |
| 374                                                 | 344                                                 | 309                                                 | 301                                                 |